# Municipi de Kārsava
El municipi de Kārsava (en letó: Kārsavas novads) és un dels 110 municipis de Letònia, que es troba localitzat a l'est del país bàltic, i que té com a capital la localitat de Kārsava a la riba esquerra del riu Ritupe, prop de la frontera amb Rússia.
El municipi va ser creat l'any 1999 després de la reorganització territorial, i fins a l'1 de juliol de 2009 va formar part del raion de Ludza amb capital a la ciutat de Ludza. ārsava va rebre l'estatus de ciutat el 1928. L'impuls al seu creixement l'hi va donar l'estació de tren de Malnava i Kārsava en la línia ferroviària Kārsava - Rezekne, així com una sèrie de noves autopistes. A l'època soviètica es va desenvolupar la indústria del metal.

## Ciutats i zones rurals
- Goliševas pagasts (zona rural)
- Kārsava (ciutat)
- Malnavas pagasts (zona rural)
- Mērdzenes pagasts (zona rural)
- Mežvidu pagasts (zona rural)
- Salnavas pagasts (zona rural)

## Població i territori
La seva població està composta per un total de 7.128 persones (2009). La superfície del municipi té uns 628,4 kilòmetres quadrats, i la densitat poblacional és de 11,34 habitants per kilòmetre quadrat.

## Persones notables
- Aleksandrs Golubovs 1959 -2010) polític.